# Chaouia (Maroc)
Pour les articles homonymes, voir Chaouia.
Cet article concerne la région historique de la Chaouia. Pour l'ancienne région administrative, voir Chaouia-Ouardigha.
La Chaouia (en arabe : الشاوية ach-Chāwiyah ; en berbère : ⵜⴰⵎⵙⵏⴰ - Tamesna) est une région historique et géographique du Maroc qui s'étend sur près de 14 000 km2, entre le fleuve Oum Errabiâ au sud-ouest, l'oued Cherrat au nord-est, la plaine de la Tadla au sud-est et l'océan Atlantique au nord-ouest. Employé au pluriel — les Chaouia — le terme sert aussi à désigner la confédération tribale vivant dans la région.
Au début du XXème voici un exemple de la répartition des tribus de la Châouïa en quatre groupes principaux : 
- Chehaouna, comprenant les Médiouna. les Oulâd Ziyân, les Ziyaïda et les Béni Oura.
- Oulâd Bou Resq comprenant les Oulâd Saïd, les Mzamza, les Oulâd Bou Ziri, les Oulâd Sidi Ben Dâoud et les Zenata.
- Oulâd Bou 'Atiya, comprenant les Oulâd Hariz, les Mdhakra et les Oulâd "Ali.
- Mzâb, comprenant les Oulâd Merah, les A'châch et les Mlal.

De nos jours, la région fait partie, aux côtés de la région historique de la Doukkala, de la région administrative Casablanca-Settat et correspond à la préfecture de Casablanca et aux provinces de Berrechid, de Benslimane et de Settat,,.

## Étymologie
Le nom « Chaouia » provient du mot arabe chaoui, qui veut dire « éleveur de moutons » ; ainsi, le terme Chaouia signifie « pays des éleveurs de moutons ».

## Histoire
Le Pays de Tamesna, renommé Chaouia par les arabes, faisait partie du royaume des Berghouata entre le VIIIe et XIe siècles avant d'être conquis par les Almoravides.
À la suite de la défaite des Berghouata, Après la capture de la ville de Marrakech en 1147 par Abd al-Mu'min, celui-ci a encouragé l'installation de tribus arabes bédouines dans la région et le reste des plaines côtières marocaines, largement dépeuplées et inhabité après la conquête almoravide. Parmi ces tribus arabes figuraient les Banu Hilal les Banu Ma'qil et les Banu Sulaym.
Cette politique d'immigration massive par les almohades a entraîné une diffusion accrue de la langue arabe et une montée en importance des éléments arabes dans l'équilibre du pouvoir au Maroc, à tel point que personne ne pouvait gouverner sans leur coopération.
Au début du XXe siècle, la région connaît une forte rébellion. Qui marquera la 3e grande guerre du Maroc à partir de la guerre de la chaouia. En 1907, les Français pénètrent dans la région avant d'étendre leur domination sur le reste du Maroc. Pendant le protectorat français, la Chaouia fait partie de la Subdivision autonome de Casablanca. Elle est alors divisée en trois Contrôles civils: Chaouia-Nord (Casablanca), Chaouia-Centre (Berrechid) et Chaouia-Sud (Settat).

## Démographie

### Composition tribale
Les tribus Chaouia (ou Shawiya) proviennent de diverses origines principalement : arabes et berbère arabisé. Quant à déterminer l’importance relative de ces apports pour chaque tribu, cela est rendu impossible par l’absence de sources historiques fiables et concises décrivant précisément l’évolution démographique locale entre la chute du royaume des Berghouatas au XIe siècle et l’arrivée des tribus arabes bédouines encouragées par les Almoravides.
En outre, comme le montre une étude française sur les tribus marocaines, parue en 1915, toutes ces tribus se réclament d'une origine arabe. Cela témoigne des revendications ethniques et politiques des populations de la région. Néanmoins, en se basant sur des sources récentes,, à considérer donc avec précaution, la confédération tribale des Chaouia est découpée en 14 tribus arabophones dont l’origine est décrite comme suit : 

#### Tribus Arabes
- les Achaches, tribu d'origine principalement arabe sulaym[10] ;
- les Oulad Ali, tribu d'origine arabe maqilienne, parente de la fraction Ahlaf des Mdakra[13] ;
- les Oulad Saïd, tribu d'origine arabe zoghba qui s'est établie dans la région pendant l'ère mérinide[14] ;
- les Oulad Ziane, tribu d'origine arabe zoghba, scindée entre deux territoires séparés par les Mediouna et les Oulad Hriz[15] ;
- les Beni Meskine, d'origine arabe sulaym et parents des Beni Amir et des Beni Moussa, font ethniquement et linguistiquement partie des Tadla et non pas des Chaouïa. Ils ont cependant été rattachés administrativement aux Chaouia au XIXe siècle en raison de leur soutien au Makhzen tandis que le reste des Tadla entrait en dissidence[11].

#### Tribus Arabo-berbères / Berbères Arabisées
- les Oulad Sidi Ben Daoud, tribu arabisé d'origine principalement berbère sanhaja ; à l'origine fraction des Oulad Bouziri dont elle s'est séparée pour s'ériger en tribu[16] ;
- les Oulad Hriz, tribu d'origine principalement arabe jochem[17], comprenant quelques fractions d'origine berbère masmoudiens, sanhajas et chleuhs (intégrés au XVIIIe siècle pour certaines) et d'un groupement berghouata[18],[19] ;
- les Oulad Bouziri, tribu arabisé d'origine berbère sanhaja[16] ;
- les Mediouna, tribu arabisé d'origine berbère zénète[20] ;
- les Mzamza, tribu originellement berbère masmoudienne, comprenant un important affluent d'origine arabe jochem[16] ;
- les Zenata, tribu arabisé d'origine berbère zénète[21] ;
- les Mzab, tribu d'origine berbère zénète comprenant des fractions arabes[22].
- les Ziaïda, tribu arabo-berbère sanhaja, ayant néanmoins intégré au long de son histoire des éléments arabes non arabisé de souches diverses et ayant absorbé, entre la fin du XIXe siècle et le début du XXe siècle, la tribu zénète des Beni Oura[23].
- les Mdakra, tribu constituée de fractions d'origine partiellement arabe hilalo-maqilienne (fractions Ahlaf et Sabbah) et partiellement berbère houara (fraction Mellila), ayant absorbé un groupement originel de berghouatas[13] ;

## Études Génétiques
Une étude anthropogénétique publiée en 2024 dans le Egyptian Journal of Forensic Sciences a analysé la diversité génétique de la population arabophone de la Chaouia-Ouardigha. En utilisant 15 marqueurs « STR » (Short Tandem Repeats, courtes séquences d’ADN) autosomiques sur un échantillon de 153 individus non apparentés, les chercheurs ont mis en évidence une forte hétérozygotie, représentant une importante diversité génétique. L'analyse phylogénétique situe cette population à distance des groupes d’Afrique subsaharienne, d’Asie de l’Est et d’Amérique latine, mais relève des affinités avec les populations d’Afrique du Nord, du Moyen-Orient et d’Europe du Sud. Ces résultats sont en accord avec les apports de peuplements de la région ainsi que les différentes vagues migratoires depuis le Moyen Âge (sous les Almohades et les Mérinides) venant d'Andalousie comme d'Arabie, avec l'invasion hilalienne. 